# أحمد مهيدب
أحمد مهيدب- (من مواليد 18 يناير 1995)  هو لاعب بارالمبي جزائري متخصص في رمي الصولجان. شارك مهيدب في دورة الألعاب الأولمبية الصيفية 2024 وفاز بالميدالية البرونزية في مسابقة رمي الصولجان للرجال فئة F32 . 

رمي الجلة

كما شارك مهيدب من قبل في دورة الألعاب البارالمبية الصيفية 2020م ، والتي أقيمت في طوكيو باليابان، وشارك في ألعاب رمي الصولجان للرجال فئة F32 وشارك أيضًا في ألعاب رمي الجلة للرجال فئة F32 ، كما شارك أيضًا في بطولة العالم لألعاب القوى لذوي الإحتياجات الخاصة 2019م، والتي أقيمت في دبي بدولة الإمارات العربية المتحدة في ألعاب رمي الصولجان، ودفع الجلة للرجال فئة F32. ولم يستطع مهيدب خلالهما الحصول على أية ميدالية.
بدأ مهيدب ممارسة ألعاب القوى لذوي الأحتياجات الخاصة عام 2016م في قسنطينة بالجزائر، وكانت المرة الأولى التي شارك فيها في بطولات عالمية، في دبي من خلال بطولة العالم لألعاب القوى لذوي الأحتياجات الخاصة 2019م. ويمكن تلخيص مشاركات مهيدب الرياضية من خلال الجدول التالي:
| م | الحدث الرياضي                                    | التاريخ | المكان                        | الألعاب                        | النتائج                   |
| - | ------------------------------------------------ | ------- | ----------------------------- | ------------------------------ | ------------------------- |
| 1 | بطولة العالم لألعاب القوى لذوي الأحتياجات الخاصة | 2019    | دبي- الإمارات العربية المتحدة | رمي الجلة F32 رمي الصولجان F32 | 8.46 28.34                |
| 2 | الألعاب البارالمبية الصيفية                      | 2020    | طوكيو- اليابان                | رمي الجلة F32 رمي الصولجان F32 | 9.51 31.34                |
| 3 | بطولة العالم لألعاب القوى لذوي الأحتياجات الخاصة | 2023    | باريس- فرنسا                  | رمي الصولجان                   | 37.50                     |
| 4 | بطولة العالم لألعاب القوى لذوي الأحتياجات الخاصة | 2024    | كوبي- اليابان                 | رمي الجلة F32 رمي الصولجان F32 | 7.69 37.61                |
| 5 | الألعاب البارالمبية الصيفية                      | 2024    | باريس- فرنسا                  | رمي الصولجان F32               | 38.61 الميدالية البرونزية |